# Verzetskruizen in Rotterdam
Er werden verschillende witte Verzetskruizen in de Nederlandse stad Rotterdam geplaatst, na de bevrijding in mei 1945. Dit gebeurde op diverse plaatsen waar burgers als gevolg van verzetsacties tijdens de bezetting waren omgekomen of omgebracht. Op het kruis is de tekst "Voor hen die vielen" aangebracht.

## Beschrijving

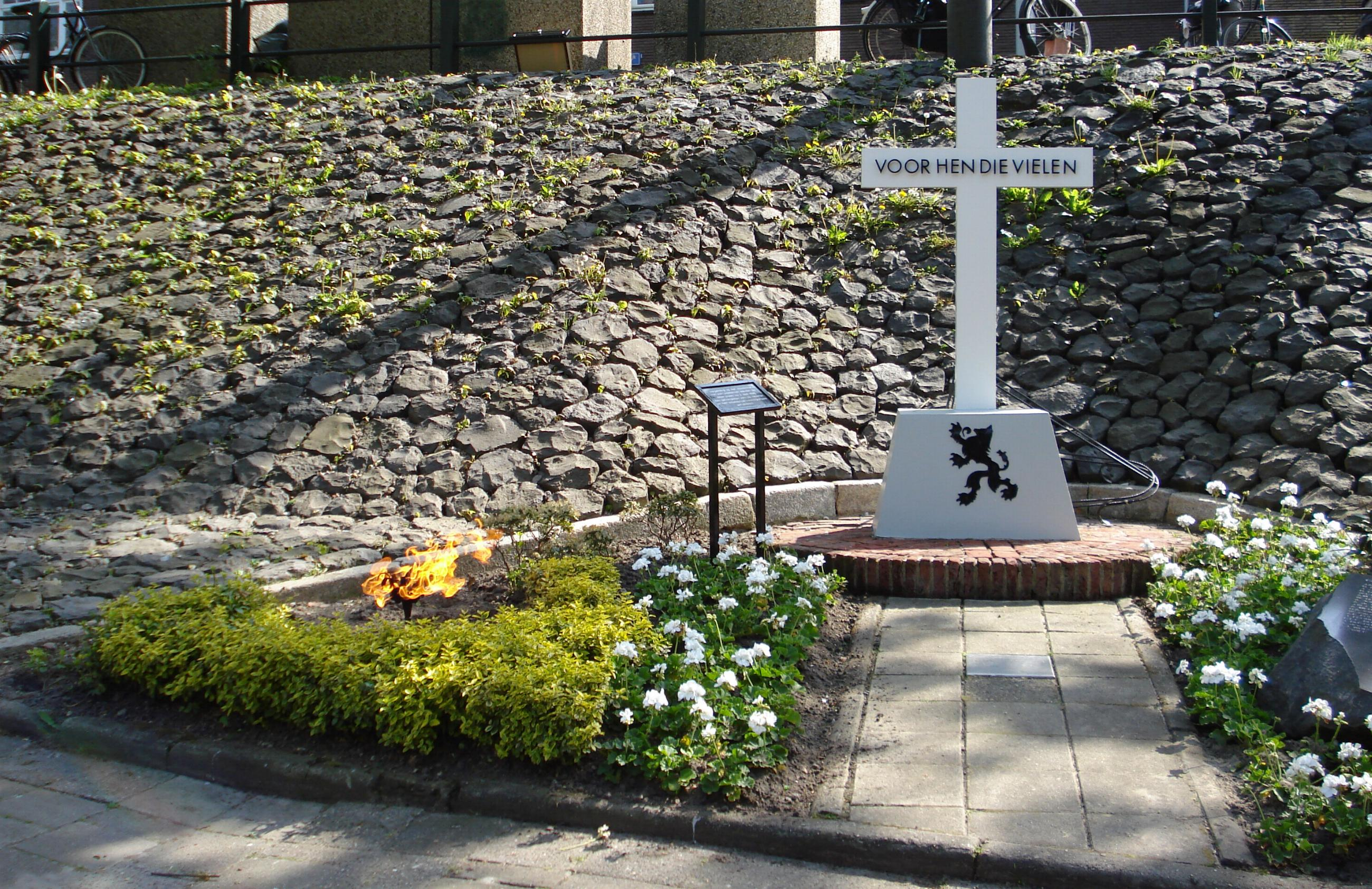
Verzetskruis Oostzeedijk beneden

1). Op 18 september 1944 werden aan de Beukendaal in Vreewijk drie verzetsmensen doodgeschoten en één gewond. De vier wilden een Duits distributiekantoor overvallen, maar werden door de bezetters opgewacht. Ter nagedachtenis aan de gedode en verwonde verzetslieden is op de hoek Beukendaal - Bongert een verzetskruis aangebracht.
2). Op 24 oktober 1944 werden aan het Doelwater door de Duitsers als represaille 4 mannen gefusilleerd. Het was een represaille voor de overval door het verzet op het politiebureau, waarbij 40 gevangenen, waaronder veel verzetsmensen, werden bevrijd. Ter nagedachtenis aan de gefusilleerden is bij de ingang van politiekantoor aan het Doelwater een verzetskruis aangebracht.
3). Op 28 november 1944 werden op twee plaatsen, de 's Gravenweg en de Nieuwe Terbregseweg, door de Duitse bezetters als represaille 10 mannen gefusilleerd. Het was een represaille voor de bomaanslag door het verzet op een trein in Rotterdam-Noord. Ter nagedachtenis aan de gefusilleerden zijn twee verzetskruisen geplaatst: één in Kralingen aan de Jan Vermeersingel en één in Crooswijk aan de Boezemlaan.
4). Op 6 februari 1945 werd hoofdbrandwacht Leendert Eland doodgeschoten op de Wilhelminakade, bij de Holland-Amerika Lijn-gebouwen, nadat hij vluchtte voor een dreigende arrestatie. Ter nagedachtenis is in 1946 op die plaats een verzetskruis geplaatst. Inmiddels is deze vervangen door een steen met gedenktegel op het Wilhelminaplein, aan de noordzijde van het metrostation.
5). Op 20 februari 1945 werden aan de Coolsingel door de Duitsers als represaille 10 mannen gefusilleerd. Het was een represaille voor de liquidatie door het verzet van een SD'er en zijn Nederlandse assistent. Ter nagedachtenis aan de gefusilleerden is bij de ingang van het gebouw aan de Coolsingel 75 een verzetskruis aangebracht.
6). Op 12 maart 1945 werden op twee plaatsen, het Hofplein en de Pleinweg (in Rotterdam Zuid), als represaille 40 personen gefusilleerd. Het was een represaille voor twee aanslagen door het verzet: een aanslag op een Duitse politieagent en een aanslag op een SD'er en zijn Nederlandse assistent. Aanvankelijk zijn op beide plaatsen verzetskruisen geplaatst. Het eenvoudige verzetskruis op het Hofplein is, na de bouw van het Shell-kantoor, vervangen door een bronzen kruis van Huib Noorlander. Het verzetskruis bij de Pleinweg is vervangen door twee oorlogsmonumenten. Het eerste is de Treurende vrouw van Cor van Kralingen aan een binnenplaats van de Goereeseweg. Het tweede is Il Grande Miracolo van Marino Marini aan de Pleinweg.
7). Op 3 april 1945 werden aan de Oostzeedijk-beneden, hoek Hoflaan 20 personen gefusilleerd. Het was een represaille voor de liquidatie door het verzet op 31 maart van een majoor van de politie, die voor de Duitsers werkte. Ter nagedachtenis aan de gefusilleerden is op die plaats een verzetskruis aangebracht.
8). Op 6 mei 1945, een dag na de bevrijding, werden twee mannen van de Binnenlandse Strijdkrachten tijdens een schietpartij gedood door mannen van de Duitse Kriegsmarine. Aan de buitenkant van de Maastunnel, aan de Doklaan in Charlois, herinnert een kruis aan deze gevallenen.
9). Aan het Spinbolplein in Schiebroek is een verzetskruis geplaatst op de plaats waar verzetsmensen een overval pleegden op het distributiekantoor in het voormalige gemeentehuis.

## Fotogalerij

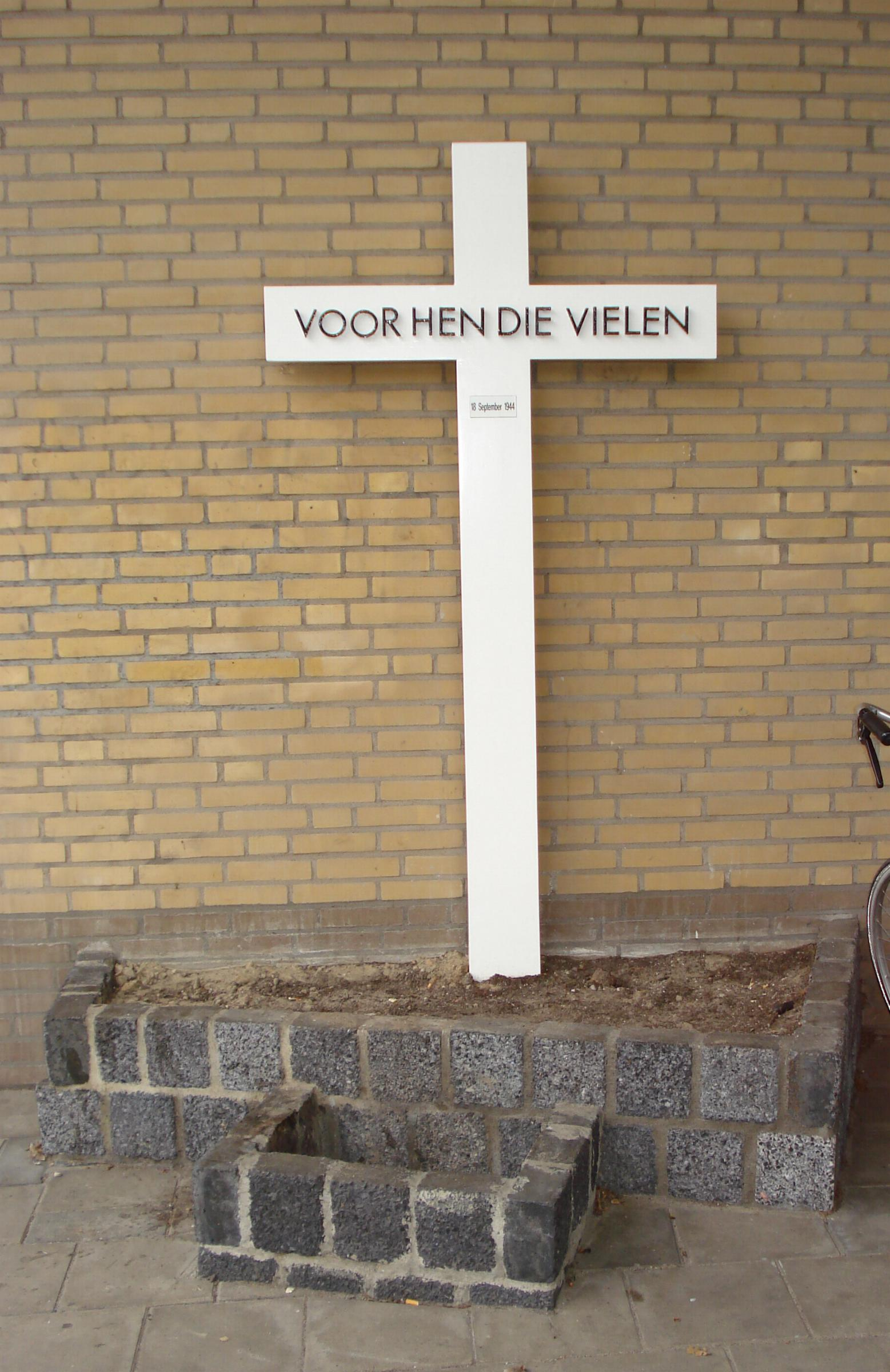
1. Beukendaal
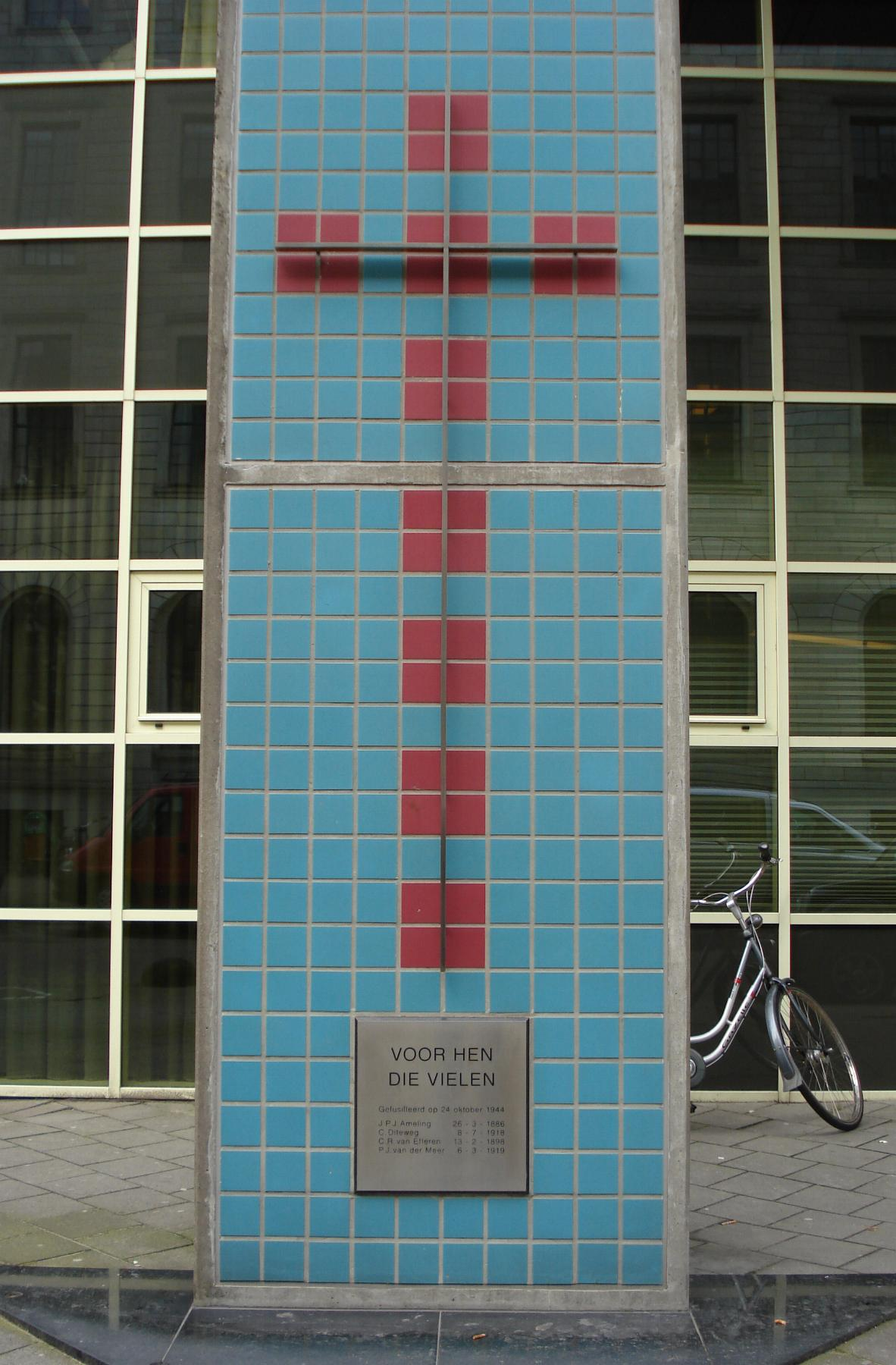
2. Doelwater
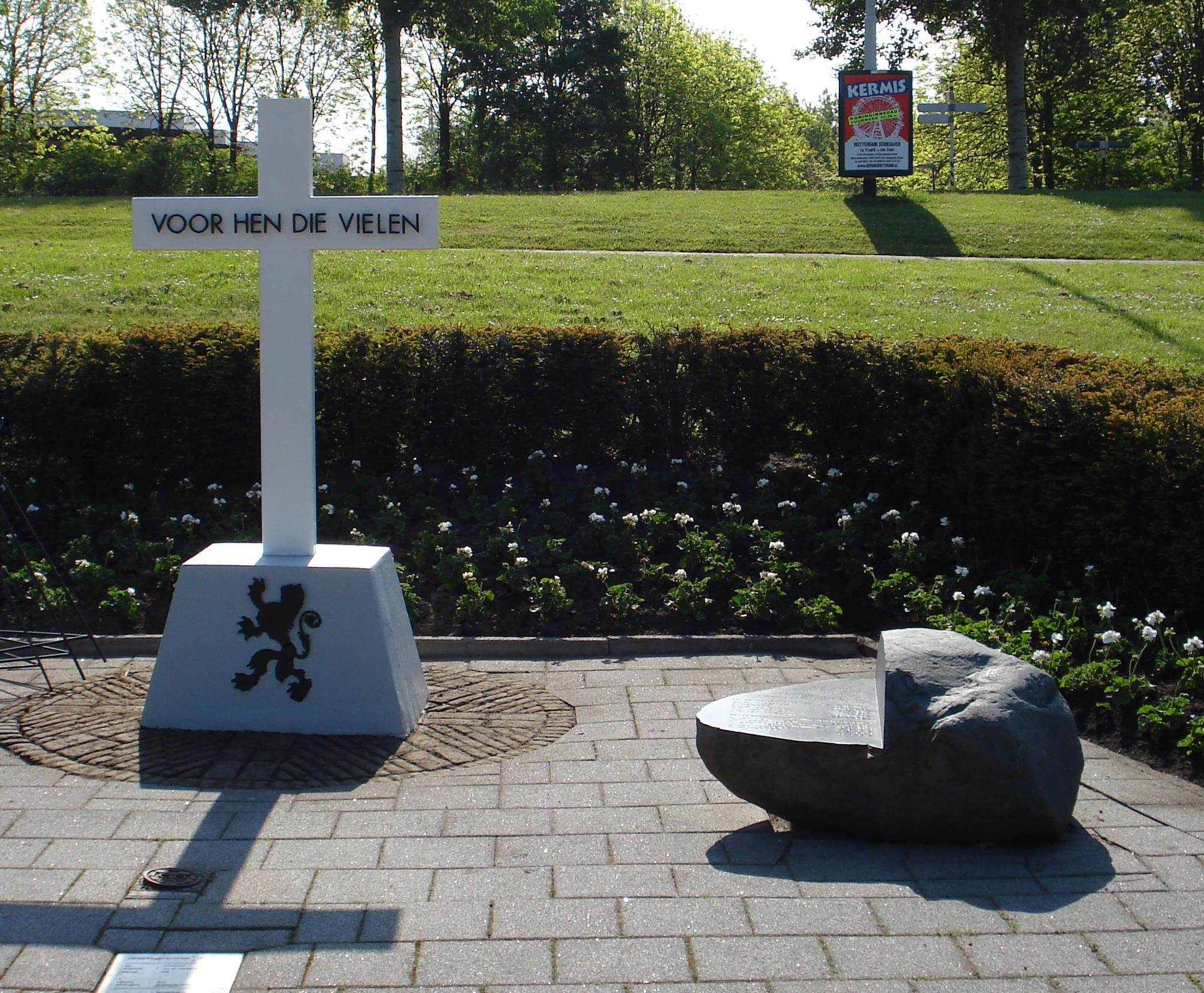
3a. Jan Vermeersingel
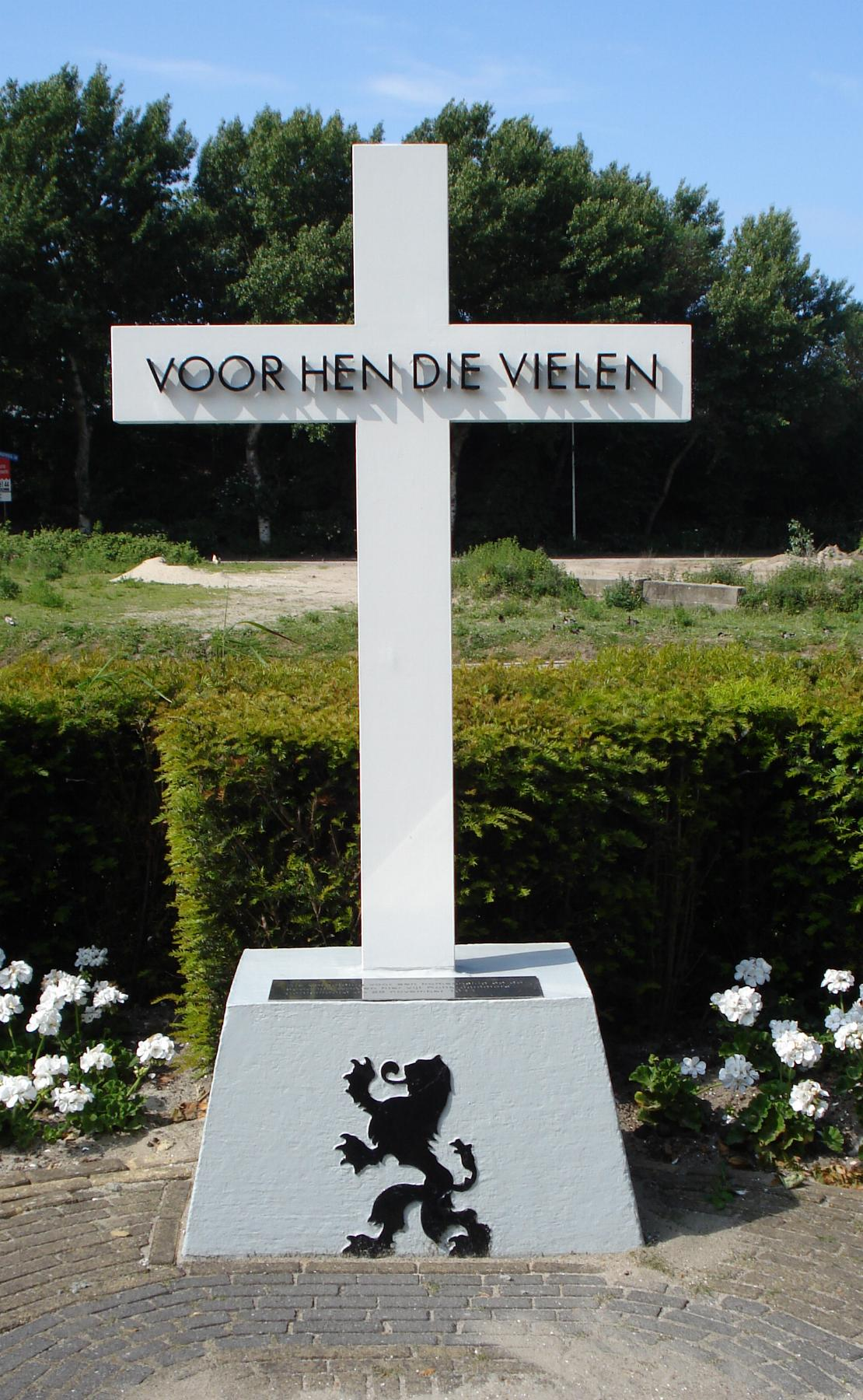
3b. Boezemlaan
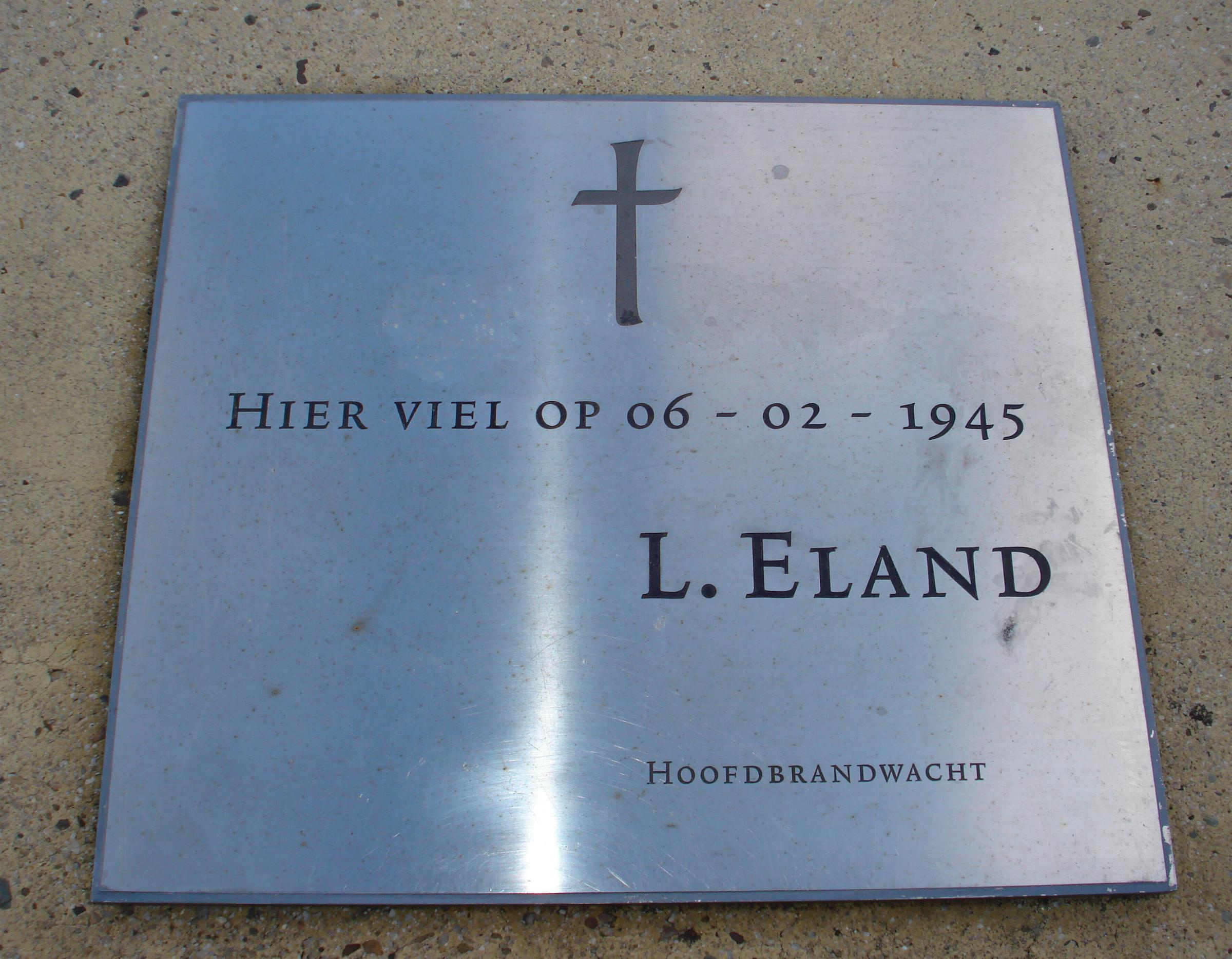
4. Wilhelminakade
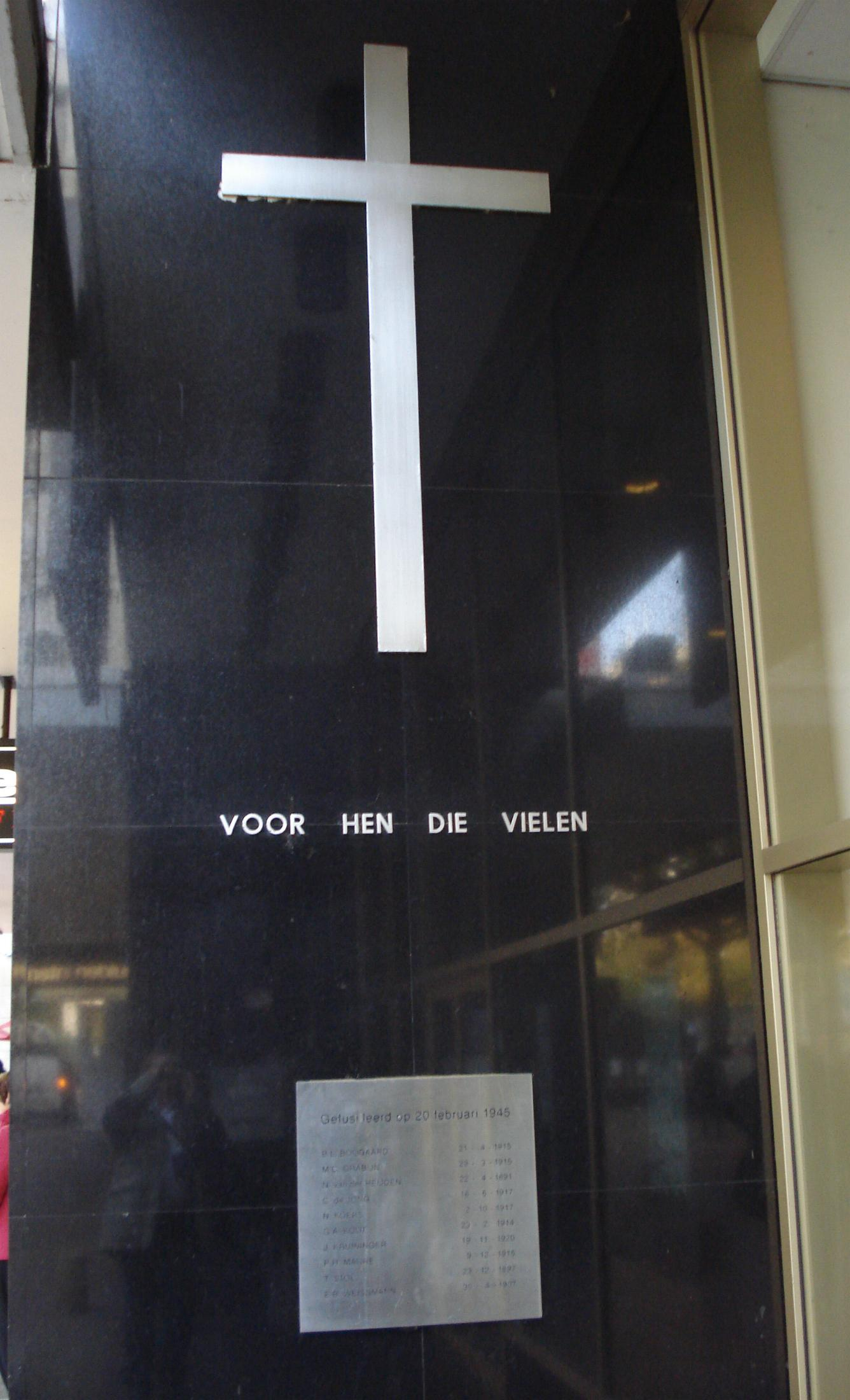
5. Coolsingel 75
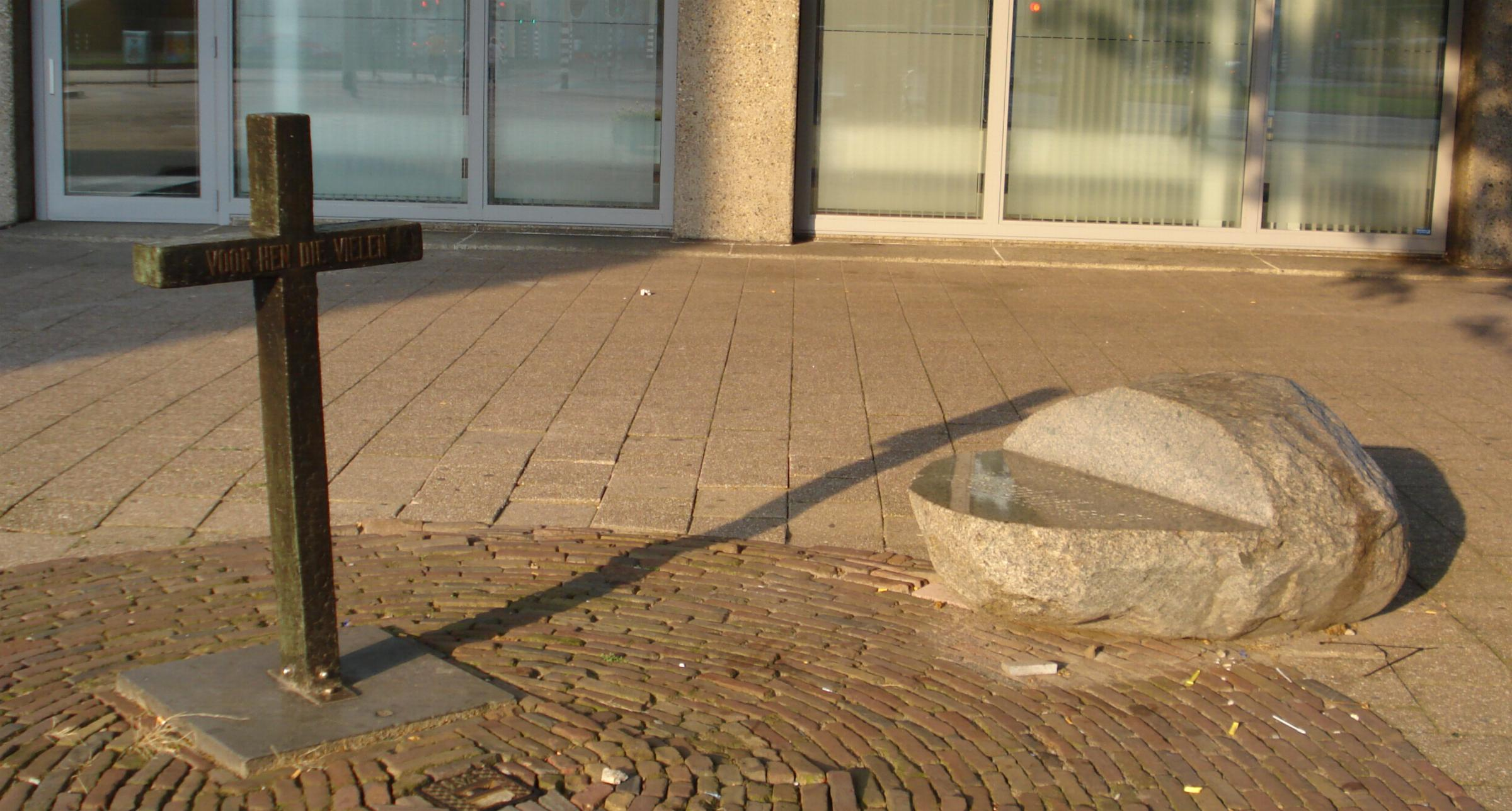
6. Hofplein
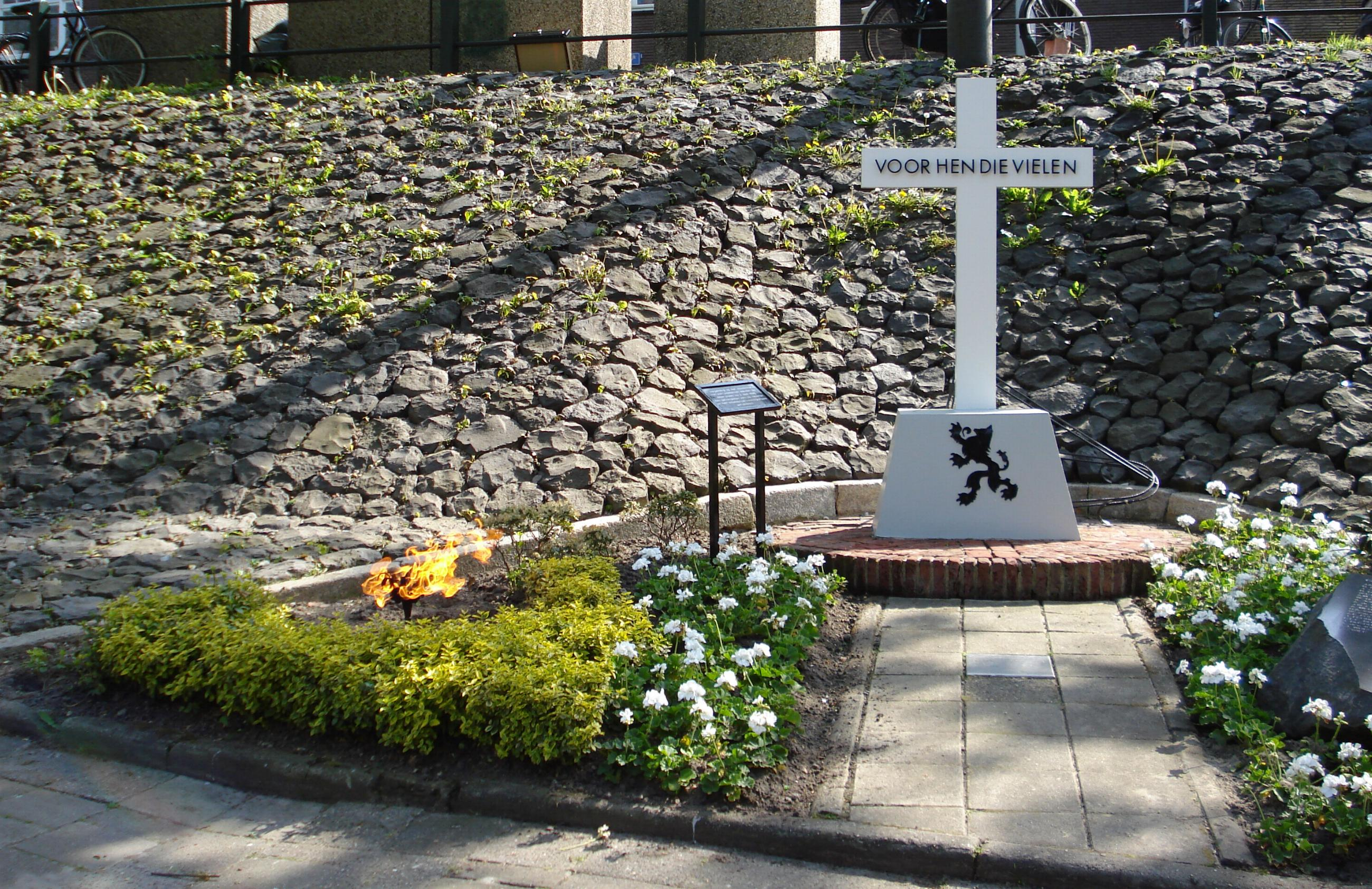
7. Oostzeedijk beneden
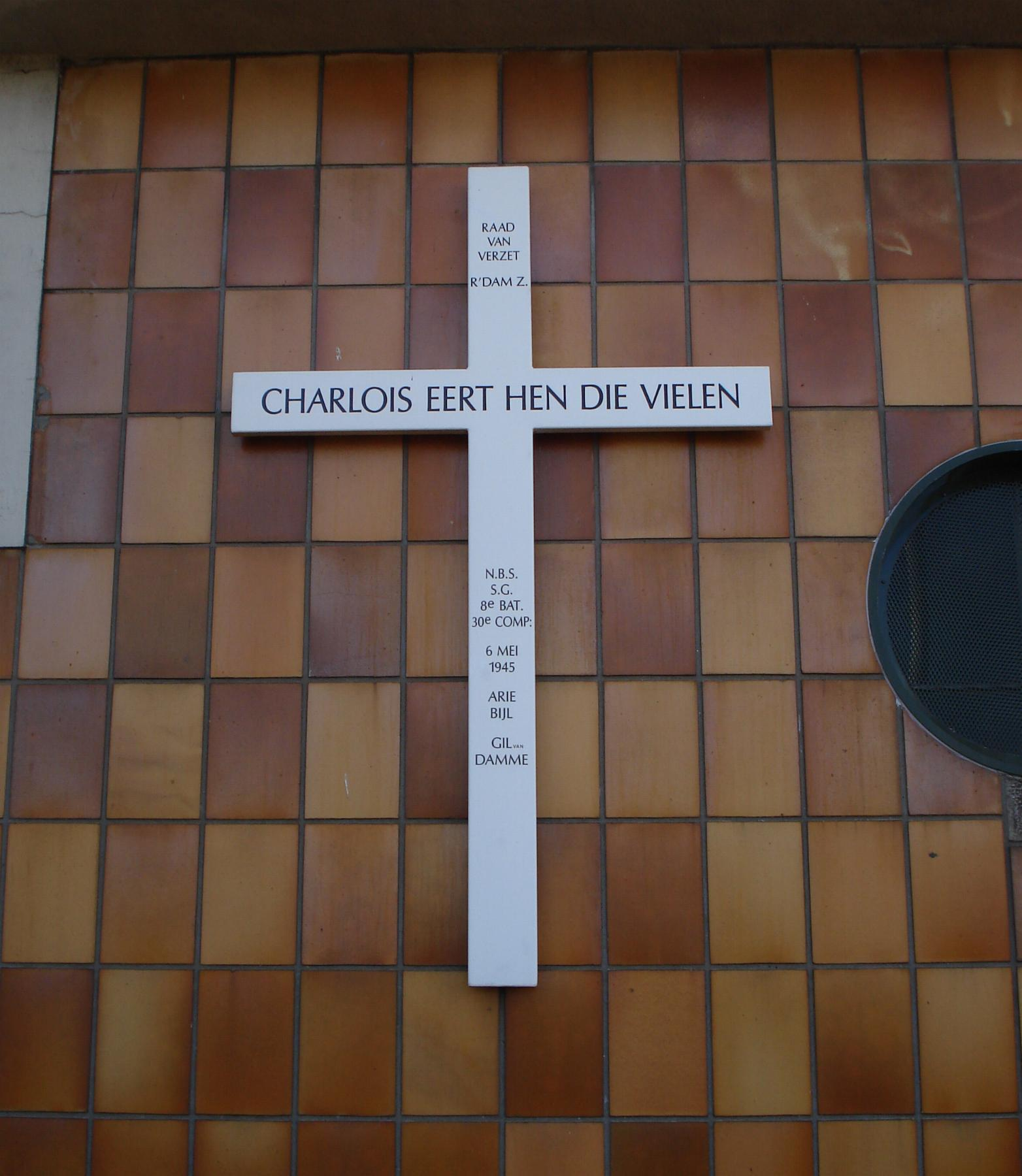
8. Doklaan
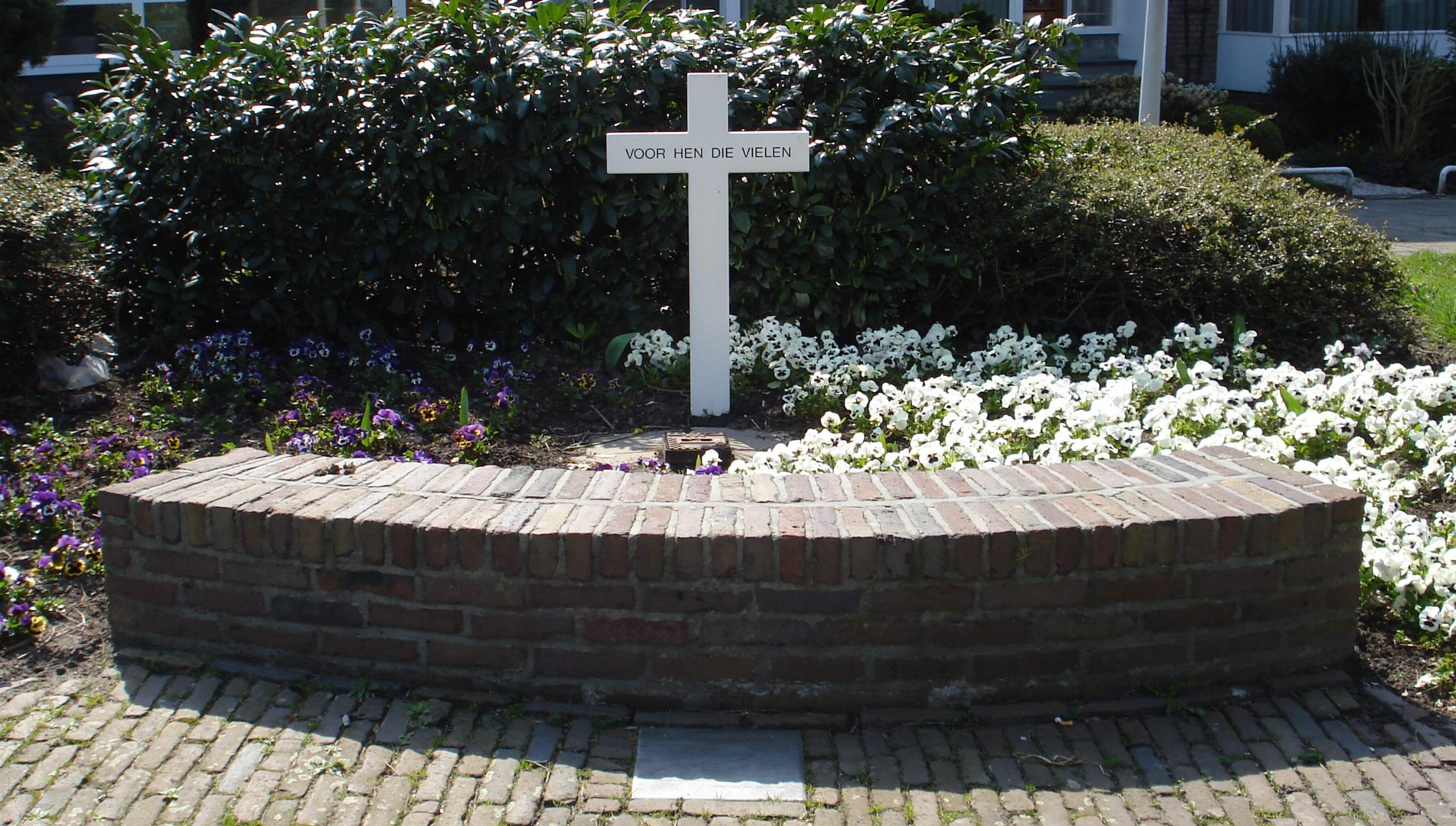
9. Spinbolplein